# 京都大学化学研究所
京都大学化学研究所（きょうとだいがくかがくけんきゅうじょ、略称：ICR）は、京都大学の附置研究所で、化学を根源とする自然科学の総合的研究機関である。1926年に設立され、共同利用・共同研究拠点に指定されている。

## 概要
発足のきっかけは、第一次世界大戦で輸入が止まり、医療上最も必要とされたサルバルサンの研究と製造のために設置された、京都帝国大学理科大学化学特別研究所である。化学特別研究所はサルバルサンの製造販売収入によって研究費を賄うとともに、その収益によって研究活動の幅を拡げていった（現在でいう、大学発ベンチャー企業の一種といえる）。研究に携わっていたのは、理・工・医・農の各学部の化学系教員で、彼らが協力して文部省と折衝した結果、附置研究所であり、「化学に関する総合研究機関」としての化学研究所の設立が認められることとなる（1926年）。このことが、数ある大学附置研究所の中で化学研究所を特徴づけており、設立当初から化学研究所は京都大学の自然科学系全学部が関与する総合的研究機関である。
化学研究所は「研究の自由」を旨とし、化学全般にわたる広範な領域のみならず、物理学、生物学、情報学へも研究の幅を拡げ、多くの成果を上げてきた。ビニロンの開発（桜田一郎グループ、1939年）、人造石油に関する研究と工業化（児玉信次郎、1927年-戦前）、「高圧法ポリエチレン工業の発祥」（1943年-）、など（これらは化学遺産に指定されている）。
現在は3センター、5研究系体制となっている。

## 所在地
- 京都府宇治市五ケ庄 京都大学宇治キャンパス

## 沿革
- 1926年10月 - 設立
- 1929年 - 大阪府高槻市に研究所本館が竣工
- 1968年 - 化学研究所が宇治市五ヶ庄に統合移転

## 教育と研究

### 組織

#### 研究部門
- 物質創製化学研究系
  - 有機元素化学研究領域（理学系）
  - 構造有機化学研究領域（工学系）
  - 精密有機合成化学研究領域（薬学系）
  - 精密無機合成化学研究領域（理学系）
- 材料機能化学研究系
  - 高分子材料設計化学研究領域（工学系）
  - 高分子制御合成研究領域（工学系）
  - 無機フォトニクス材料研究領域（工学系）
  - ナノスピントロニクス研究領域（理学系）
- 生体機能化学研究系
  - 生体機能設計化学研究領域（薬学系）
  - 生体触媒化学研究領域（農学系）
  - 生体分子情報研究領域（理学系）
  - ケミカルバイオロジー研究領域（医学系）
- 環境物質化学研究系
  - 分子材料化学研究領域（工学系）
  - 水圏環境解析化学研究領域（理学系）
  - 分子環境解析化学研究領域（理学系）
  - 分子微生物科学研究領域（農学系）
- 複合基盤化学研究系
  - 高分子物質科学研究領域（工学系）
  - 分子レオロジー研究領域（工学系）
  - 分子集合解析研究領域（理学系）
  - 超分子生物学研究領域（理学系）

#### 附属研究センター
- 先端ビームナノ科学センター
- 元素科学国際研究センター
- バイオインフォマティクスセンター

#### 寄附研究部門
- 水化学エネルギー (AGC) 研究部門

### 研究
21世紀COEプログラム
- 2003年

学際、複合、新領域
- 「ゲノム科学の知的情報基盤・研究拠点形成」（化学研究所バイオインフォマティクスセンター）

### 連携

#### 統合物質創製化学研究推進機構 (IRCCS)
2016年（平成28年）6月22日、名古屋大学物質科学国際研究センター（実務校）、北海道大学触媒科学研究所、京都大学化学研究所元素科学国際研究センター、九州大学先導物質化学研究所の4研究所で統合物質創製化学研究推進機構 (IRCCS) を形成し、 融合創発研究を展開している。

## 歴代所長
| 代     | 氏名       | 在任時期        | 専門分野                                   | 備考                                    |
| ------ | ---------- | --------------- | ------------------------------------------ | --------------------------------------- |
| 初代   | 近重真澄   | 1927年 - 1930年 | 理論化学                                   |                                         |
| 第2代  | 喜多源逸   | 1930年 - 1942年 | 工業化学                                   |                                         |
| 第3代  | 堀場信吉   | 1942年 - 1945年 | 物理化学                                   |                                         |
| 第4代  | 近藤金助   | 1945年 - 1946年 | 微生物学                                   |                                         |
| 第5代  | 野津龍三郎 | 1946年 - 1948年 | 有機化学                                   |                                         |
| 第6代  | 内野仙治   | 1948年 - 1953年 | 医学（ビタミン）                           |                                         |
| 第7代  | 堀尾正雄   | 1953年 - 1956年 | 高分子化学                                 |                                         |
| 第8代  | 武居三吉   | 1956年 - 1959年 | 農芸化学                                   |                                         |
| 第9代  | 中井利三郎 | 1959年 - 1961年 | 機械工学                                   |                                         |
| 第10代 | 後藤廉平   | 1961年 - 1964年 | 物理化学                                   |                                         |
| 第11代 | 國近三吾   | 1964年 - 1967年 |                                            |                                         |
| 第12代 | 辻和一郎   | 1967年 - 1970年 |                                            |                                         |
| 第13代 | 國近三吾   | 1970年 - 1972年 |                                            | 再任                                    |
| 第14代 | 水渡英二   | 1972年 - 1974年 |                                            |                                         |
| 第15代 | 竹崎嘉真   | 1974年 - 1976年 |                                            |                                         |
| 第16代 | 重松恒信   | 1976年 - 1978年 |                                            |                                         |
| 第17代 | 田代仁     | 1978年 - 1980年 |                                            |                                         |
| 第18代 | 高田利夫   | 1980年 - 1982年 |                                            |                                         |
| 第19代 | 藤田栄一   | 1982年 - 1984年 |                                            |                                         |
| 第20代 | 稲垣博     | 1984年 - 1986年 |                                            |                                         |
| 第21代 | 倉田道夫   | 1986年 - 1988年 | 高分子物理学                               |                                         |
| 第22代 | 高浪満     | 1988年 - 1990年 |                                            |                                         |
| 第23代 | 作花済夫   | 1990年 - 1992年 |                                            |                                         |
| 第24代 | 小田順一   | 1992年 - 1994年 |                                            |                                         |
| 第25代 | 宮本武明   | 1994年 - 1996年 | 繊維化学                                   |                                         |
| 第26代 | 新庄輝也   | 1996年 - 1998年 | 金属人工格子                               |                                         |
| 第27代 | 杉浦幸雄   | 1998年 - 2000年 | 生命物理化学、生体機能化学、医薬分子機能学 |                                         |
| 第28代 | 玉尾皓平   | 2000年 - 2002年 | 有機ケイ素化学                             |                                         |
| 第29代 | 高野幹夫   | 2002年 - 2005年 | 無機先端機能化学                           |                                         |
| 第30代 | 江崎信芳   | 2005年 - 2008年 | 分子微生物科学                             |                                         |
| 第31代 | 時任宣博   | 2008年 - 2012年 | 有機元素化学                               |                                         |
| 第32代 | 佐藤直樹   | 2012年 - 2014年 | 分子集合解析                               | 京都大学理事・副学長 （2014年10月就任） |
| 第33代 | 時任宣博   | 2014年 - 2018年 | 有機元素化学                               | 再任                                    |
| 第34代 | 辻井敬亘   | 2018年 - 2022年 | 高分子材料設計化学                         |                                         |
| 第35代 | 青山卓史   | 2022年 - 現職   | 植物分子生物学                             | [ 1 ]                                   |